# Rue Pont d'Avroy
Pour les articles homonymes, voir Rue du Pont et Avroy.
La rue Pont d'Avroy est une rue piétonne commerçante de Liège. Elle va de la place de la Cathédrale au carrefour des boulevards d'Avroy et de la Sauvenière. 
Située aux abords du Carré, on y retrouve notamment des restaurants, des petits commerces, le cinéma Palace (du groupe Kinepolis), et la salle de spectacle du Forum. C'est une voie piétonne mais empruntée par certains bus à allure très réduite.
À l'occasion de l'Exposition universelle de 1905, la rue fut élargie du côté des numéros impairs.

## Odonymie
Son nom lui vient de l'ancien pont d'Avroy qui franchissait l'ancien bras de la Meuse, comblé au XIXe siècle, la Sauvenière.

## Architecture
- no 29, Hôtel Moderne (style éclectique), Arthur Snyers, 1906

## Riverains
- Cinéma Palace Liège
- Salle de spectacle Forum classée au Patrimoine immobilier exceptionnel de la Région wallonne

## Rues adjacentes
- Rue d'Amay
- Boulevard d'Avroy
- Place de la Cathédrale
- Rue du Mouton Blanc
- Boulevard de la Sauvenière
- Rue Tête-de-Bœuf